# Erich Warsitz
Erich Karl Warsitz – (Hattingen, 18 de Outubro de 1906 - Lugano, 12 de Julho de 1983), foi um piloto de testes alemão, nos anos 1930.
Warsitz atingiu o posto de Capitão na Luftwaffe, e foi piloto-chefe de testes da Heinkel. É conhecido como o primeiro piloto a voar num avião propulsionado por foguetes, o Heinkel He 176, em 20 de Junho de 1939; e o primeiro a voar um avião a turbojato, o Heinkel He 178, em 27 de Agosto do mesmo ano.

Faleceu em 12 de Julho de 1983, vítima de um derrame, aos 76 anos.

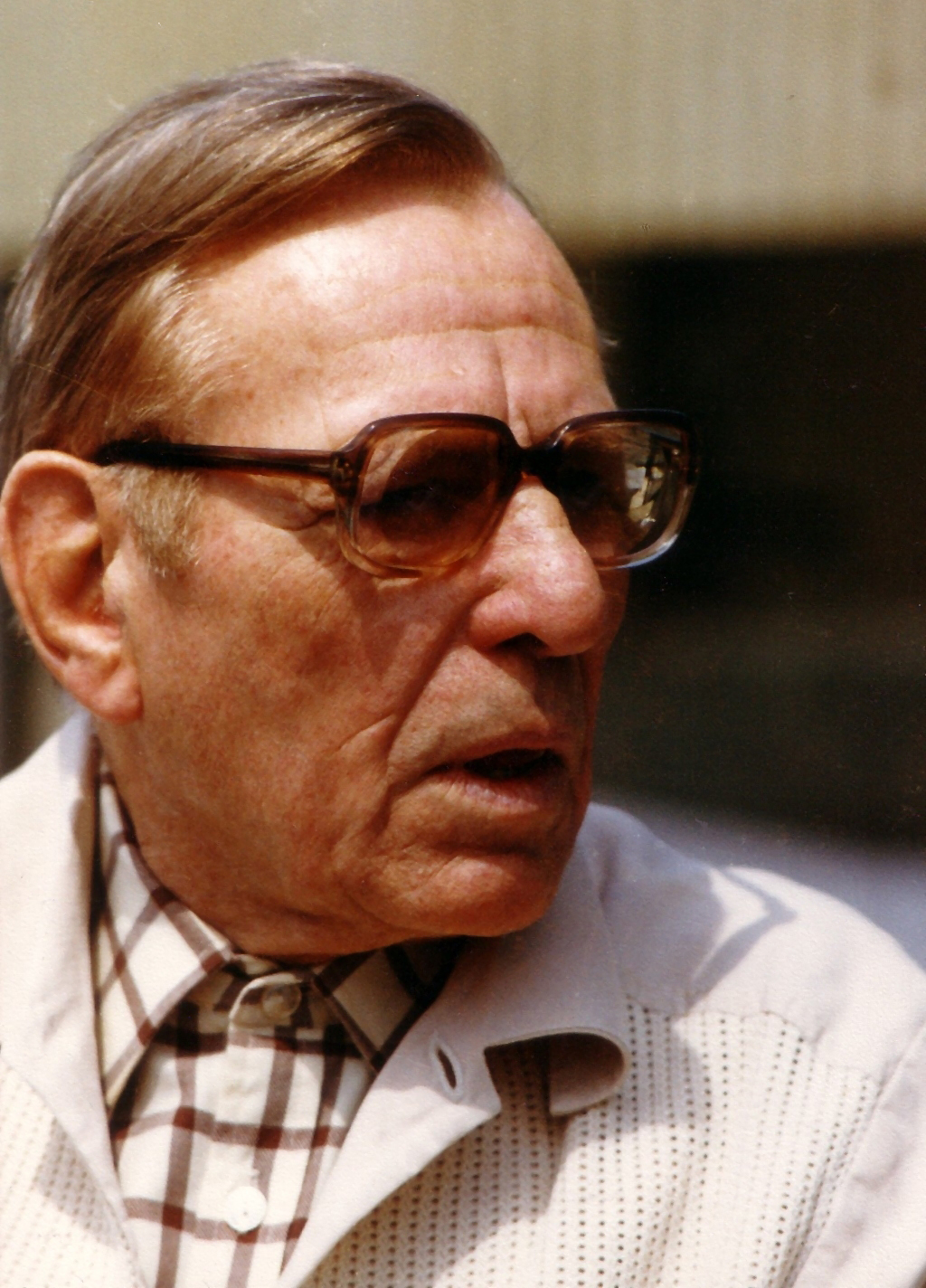
Warsitz, em 1982, aos 75 anos.
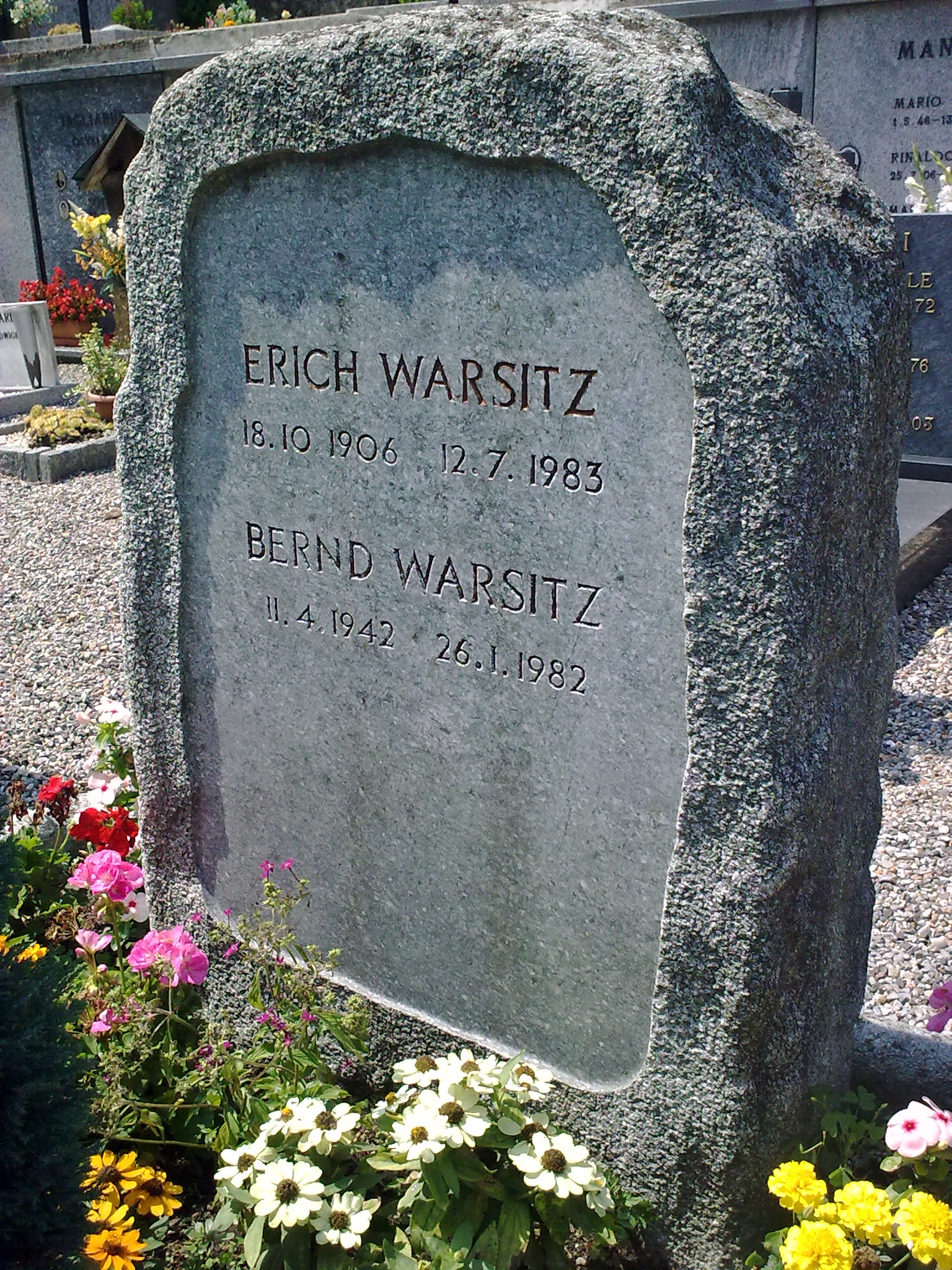
Sepultura de Erich (Cemitério de Barbengo, Lugano, Suíça)
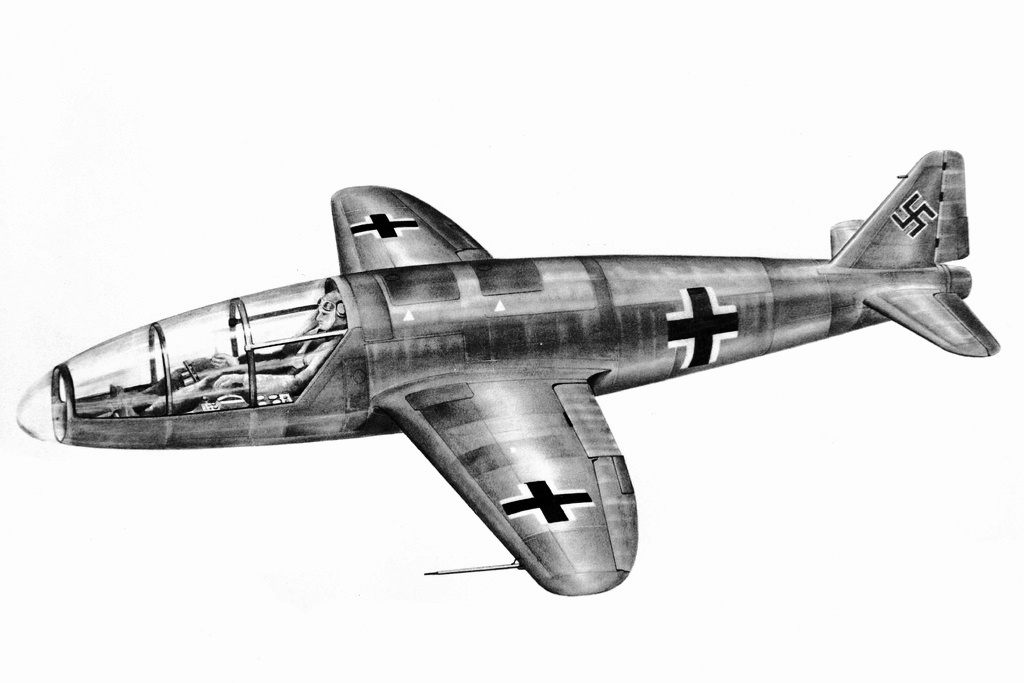
Heinkel He 176.
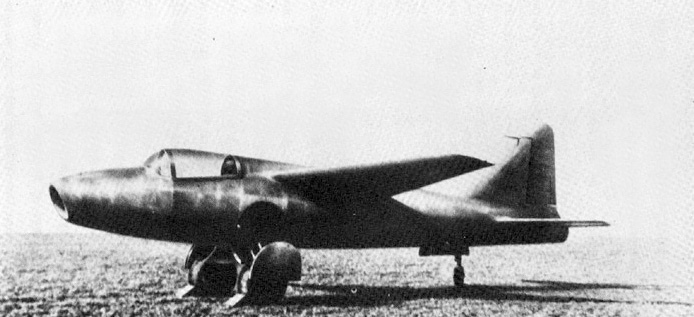
Heinkel He 178.